# Wietryno
Wietryno (biał. Ветрына) – osiedle typu miejskiego na Białorusi w obwodzie witebskim w rejonie połockim, 2,7 tys. mieszkańców (2010), położone 22 km na południowy zachód od Połocka.
Znajduje tu się przystanek kolejowy Wietryno, położony na linii Połock – Mołodeczno.

## Historia
Podczas okupacji hitlerowskiej, we wrześniu 1941 roku Niemcy utworzyli getto dla żydowskich mieszkańców. Przebywało w nim około 100 osób. 11 stycznia 1942 roku Niemcy zlikwidowali getto, a Żydów zamordowali koło wsi Kosari. 